# Сан-Антонио (гандбольный клуб)
Гандбольный клуб «Сан-Антонио» (исп. Sociedad Deportiva Cultural San Antonio) — испанский профессиональный гандбольный клуб из Памплоны.

## История
Клуб Портланд Сан Антонио был основан в 1981 году. До 1989 года Портланд Сан Антонио выступал в региональных лигах, но 4 года Портланд Сан Антонио откладывал своё выступление в лиге АСОБАЛ из-за финансовых проблем. С середины 90-х годов Портланд Сан Антонио выступает в высшей лиге чемпионата Испании. В сезоне 1997/98 Портланд Сан Антонио стал в чемпионате АСОБАЛ вторым в сезоне. В следующем году, Портланд Сан Антонио выиграл кубок Дель Рей. В сезоне 1999/00 Портланд Сан Антонио  выигрывает кубок обладателей кубков ЕГФ, а также Суперкубок ЕГФ. В сезоне 2000/01 Портланд Сан Антонио второй раз выиграл кубок Дель Рей, а также лигу чемпионов ЕГФ. В сезоне 2001/02 Портленд Сан Антонио выиграл чемпионат Испании. В сезоне 2003/04 Портленд Сан Антонио выиграл кубок Обладателей Кубков, а в 2004/05 Портленд Сан Антонио второй раз выиграл чемпионат Испании. В 2012 году Портланд Сан Антонио столкнулся с серьёзными проблемами с экономикой, а Доротео Виценте объявил о том, что команда будет выступать в 1-й лиге чемпионата Испании. 15 марта 2013 года Портланд Сан Антонио официально распался.

## Титулы
- Чемпион Испании: 2002, 2005 (2 раза)
- Кубок обладателей Кубков ЕГФ: 2004 (1 раз)
- Суперкубок Испании: 2002, 2003, 2006 (3 раза)
- Суперкубок ЕГФ: 2000 (1 раз)
- Кубок Дель Рей: 1999, 2001 (2 раза)
- Лига чемпионов ЕГФ: 2001 (1 раз)

## Сезоны
Список сезонов клуба «Сан-Антонио» в лиге АСОБАЛ с 2000 года.
| Сезон   | Лига        | Место | Матчи | Победы | Ничьи | Поражение | ЗМ-ПМ   | Очки | Кубок Испании |
| ------- | ----------- | ----- | ----- | ------ | ----- | --------- | ------- | ---- | ------------- |
| 2000-01 | Liga ASOBAL | 3     | 26    | 16     | 2     | 8         | 697-670 | 34   | -             |
| 2001-02 | Liga ASOBAL | 1     | 30    | 25     | 3     | 2         | 854-738 | 53   | -             |
| 2002-03 | Liga ASOBAL | 4     | 30    | 22     | 3     | 5         | 868-750 | 47   | -             |
| 2003-04 | Liga ASOBAL | 3     | 30    | 23     | 3     | 4         | 878-787 | 49   | -             |
| 2004-05 | Liga ASOBAL | 1     | 30    | 28     | 0     | 2         | 906-725 | 56   | -             |
| 2005-06 | Liga ASOBAL | 3     | 30    | 25     | 2     | 3         | 903-721 | 52   | -             |
| 2006-07 | Liga ASOBAL | 2     | 30    | 25     | 3     | 2         | 931-772 | 53   | -             |
| 2007-08 | Liga ASOBAL | 4     | 30    | 21     | 3     | 6         | 966-858 | 45   | -             |
| 2008-09 | Liga ASOBAL | 4     | 30    | 21     | 2     | 7         | 904-859 | 44   | -             |
| 2009-10 | Liga ASOBAL | 6     | 30    | 16     | 2     | 12        | 914-854 | 34   | -             |
| 2010-11 | Liga ASOBAL | 7     | 30    | 15     | 2     | 13        | 853-833 | 32   | -             |
| 2011-12 | Liga ASOBAL | 10    | 30    | 10     | 4     | 6         | 864-888 | 24   | -             |

## Известные игроки
- Гедеон Гвардиола
- Ион Белаустеги
- Матео Гарральда Ларумбе
- Фернандо Эрнандес
- Хосе Хавьер Хомбрадос
- Деметрио Лосано
- Виктор Алонсо
- Инаки Малумбрес Альдаве
- Кристиан Мальмагро
- Карлос Руесга
- Чечу Виллальдеа
- Хуанчу Перес
- Эдуардо Гурбиндо Мартинес
- Михаил Якимович
- Каспер Витт
- Клаус Мёллер Якобсен
- Ларс Т Йоргенсен
- Кристиан Челлинг
- Рикардо Андрониньо
- Олег Киселёв
- Александру Булиган
- Даниел Шарич
- Радивойе Ристанович
- Неделько Йованович
- Ратко Николич
- Иван Никчевич
- Ренато Вугринец
- Джексон Ричардсон
- Веньо Лосерт
- Давор Доминикович
- Вальтер Матошевич
- Васко Шевальевич
- Томас Свенссон